# Direkter Vergleich
Der direkte Vergleich ist ein Kriterium, um basierend auf einer Menge von Einzelergebnissen eine Rangfolge der Spieler (oder Mannschaften) festzulegen. Der direkte Vergleich wird in Kombination mit anderen Rangkriterien verwendet, um für Spieler, die bei den vorangehenden Kriterien ranggleich sind, die Rangfolge feiner zu bestimmen.
Für einen direkten Vergleich werden nur diejenigen Einzelergebnisse ausgewertet, bei denen die beiden beteiligten Spieler gemäß den bisherigen Kriterien ranggleich sind. Einzelergebnisse mit anderen Spielern zählen für den direkten Vergleich nicht.

## Durchführung
Bei Ranggleichheit mehrerer Spieler fertigt man eine separate Rangliste an, in der nur die Einzelergebnisse der fraglichen Mannschaften berücksichtigt werden. Die Rangfolge dieser separaten Rangliste wird in die Gesamtrangfolge übernommen. Auf Mannschaften, deren Rangfolge nach dem direkten Vergleich immer noch gleich ist, werden die weiteren Rangkriterien gemäß Ranglisten im Sport angewendet.

## Beispiele

### Zwei Mannschaften
Hat zwischen den beiden Mannschaften nur eine Begegnung stattgefunden, so gilt diejenige als besser platziert, welche die direkte Begegnung gewonnen hat.
Haben zwei insgesamt punktgleiche Mannschaften zwei oder mehr Spiele gegeneinander bestritten, so entscheidet diejenige Mannschaft den direkten Vergleich für sich, die in den direkten Begegnungen mehr Punkte erzielt hat.
Beispiel (Fußball-Europameisterschaft 2008/Gruppe A)
| Pl.                                                                                           | Land       | Sp. | S | U | N | Tore    | Diff. | Punkte |
| --------------------------------------------------------------------------------------------- | ---------- | --- | - | - | - | ------- | ----- | ------ |
| 1.                                                                                            | Portugal   | 3   | 2 | 0 | 1 | 005:300 | +2    | 06     |
| 2.                                                                                            | Türkei     | 3   | 2 | 0 | 1 | 005:500 | ±0    | 06     |
| 3.                                                                                            | Tschechien | 3   | 1 | 0 | 2 | 004:600 | −2    | 03     |
| 4.                                                                                            | Schweiz    | 3   | 1 | 0 | 2 | 003:300 | ±0    | 03     |
| Für die Platzierung 1 und 2 sowie 3 und 4 ist der direkte Vergleich maßgeblich (siehe Modus). |            |     |   |   |   |         |       |        |

| Schweiz    | – | Tschechien | 0:1 |
| Portugal   | – | Türkei     | 2:0 |
| Tschechien | – | Portugal   | 1:3 |
| Schweiz    | – | Türkei     | 1:2 |
| Schweiz    | – | Portugal   | 2:0 |
| Türkei     | – | Tschechien | 3:2 |

Die Rangfolge laut dem Regelwerk für dieses Turnier ist:
1. erreichte Punkte
2. Punkte aus dem direkten Vergleich
3. Tordifferenz aus dem direkten Vergleich
4. Anzahl der Tore aus dem direkten Vergleich
5. Auswärtstore aus dem direkten Vergleich
6. weitere

Portugal und die Türkei haben jeweils 6 Punkte erreicht, Tschechien und Schweiz haben jeweils 3 Punkte erreicht. Für jede dieser punktgleichen Gruppen wird der direkte Vergleich durchgeführt, unabhängig von den anderen Gruppen.
Im direkten Vergleich zwischen Portugal und der Türkei ist nur das Spiel zwischen diesen beiden Mannschaften relevant. Portugal hat dieses Spiel gewonnen und ist daher ranghöher.
Im direkten Vergleich zwischen Tschechien und der Schweiz ist nur das Spiel zwischen diesen beiden Mannschaften relevant. Tschechien hat dieses Spiel gewonnen und ist daher ranghöher.

### Mehr als zwei Mannschaften
Beispiel (Fußball-Europameisterschaft 2004/Gruppe C)
| Pl.                                                                        | Land      | Sp. | S | U | N | Tore    | Diff. | Punkte |
| -------------------------------------------------------------------------- | --------- | --- | - | - | - | ------- | ----- | ------ |
| 1.                                                                         | Schweden  | 3   | 1 | 2 | 0 | 008:300 | +5    | 05     |
| 2.                                                                         | Dänemark  | 3   | 1 | 2 | 0 | 004:200 | +2    | 05     |
| 3.                                                                         | Italien   | 3   | 1 | 2 | 0 | 003:200 | +1    | 05     |
| 4.                                                                         | Bulgarien | 3   | 0 | 0 | 3 | 001:900 | −8    | 0      |
| Für die Platzierungen 1, 2 und 3 kommt der direkte Vergleich zum Tragen, … |           |     |   |   |   |         |       |        |

| Pl. | Land      | Sp. | S | U | N | Tore    | Diff. | Punkte |
| --- | --------- | --- | - | - | - | ------- | ----- | ------ |
| 1. | Schweden0 | 2   | 0 | 2 | 0 | 003:300 | ±0    | 02     |
| 2. | Dänemark  | 2   | 0 | 2 | 0 | 002:200 | ±0    | 02     |
| 3. | Italien   | 2   | 0 | 2 | 0 | 001:100 | ±0    | 02     |
| … wobei die Anzahl der erzielten Tore zwischen Schweden, Dänemark und Italien maßgeblich ist, da zudem die Tordifferenz gleich ist. |           |     |   |   |   |         |       |        |

| Dänemark  | – | Italien   | 0:0 |
| Schweden  | – | Bulgarien | 5:0 |
| Bulgarien | – | Dänemark  | 0:2 |
| Italien   | – | Schweden  | 1:1 |
| Italien   | – | Bulgarien | 2:1 |
| Dänemark  | – | Schweden  | 2:2 |

Hier spielten Italien, Dänemark und Schweden jeweils unentschieden gegeneinander und siegten gegen Bulgarien. Die Platzierungen ergaben sich dabei aus dem direkten Vergleich in der Tabelle unten rechts. Wegen Punktgleichheit und gleicher Tordifferenz war erst die Anzahl der erzielten Tore das entscheidende Kriterium.

## Verwendung

### Baseball
Der direkte Vergleich wird vor allem beim Baseball (IBAF und CEB, nicht aber MLB) eingesetzt.

### Basketball
In der National Basketball Association (NBA) ist der direkte Vergleich der erste Tie-Break bei gleicher Siegquote zweier Teams. Sollte der Prozentsatz an Siegen zwischen mehr als zwei Teams gleich sein, so wird vor dem direkten Vergleich zunächst ein möglicher Divisionssieg als Tie-Break herangezogen. Im ersten Falle wäre dies der zweite Tie-Break. Die folgenden Tie-Breaker sind in beiden Fällen: die Siegquote innerhalb der gemeinsamen Division, Siegquote innerhalb der Conference, Siegquote gegen Playoff-Teilnehmer der eigenen Conference, Siegquote gegen Playoff-Teilnehmer der anderen Conference und zuletzt die Punktdifferenz.

### American Football
Beim American Football wird der direkte Vergleich in der NFL eingesetzt.

### Fußball
Im Fußball wird der direkte Vergleich unter anderem in den Gruppenphasen bei den Wettbewerben der UEFA (Fußball-Europameisterschaft, Champions League), aber auch der spanischen Primera División, der ersten und zweiten französischen Frauenliga sowie der italienischen Serie A zum Einsatz. Seit der Saison 2021/22 wird auch in allen österreichischen Ligen der direkte Vergleich eingesetzt. Bei Wettbewerben, die unmittelbar der FIFA unterstehen, wie zum Beispiel Weltmeisterschaften, wird der direkte Vergleich erst angewendet, wenn Tordifferenz und erzielte Tore in der Tabelle aller Gruppenspiele den Rang nicht entscheiden konnten (siehe dazu z. B. die Gruppe E der Weltmeisterschaft 1994, in der alle vier Mannschaften vier Punkte holten). Ebenso wird in der deutschen Fußball-Bundesliga verfahren.

## Paradoxa
Wird der direkte Vergleich auf ein Jeder-gegen-Jeden-Turnier angewendet, bei dem noch nicht alle Runden ausgespielt sind, kann es passieren, dass ein eigentlich schlechter Spieler gegenüber einem besseren Spieler als ranghöher bewertet wird, wenn der schlechtere Spieler mehr Spiele innerhalb der ranggleichen Gruppe gespielt hat.
Beispiel: Die Spieler A, B, C und D sind nach Punkten ranggleich. A hat bereits gegen B, C und D gespielt, jedoch haben B, C und D noch nicht untereinander gespielt. Dann zählen im direkten Vergleich für A die vorangehenden Kriterien aus 3 Begegnungen, für B, C und D jedoch nur aus der einen Begegnung gegen A.
Wenn das Jeder-gegen-Jeden-Turnier vollständig ausgespielt ist, verschwindet dieses Paradoxon, da dann für jeden Spieler gleich viele Einzelbegegnungen in die Rangberechnung einfließen.